# T2 タンカー

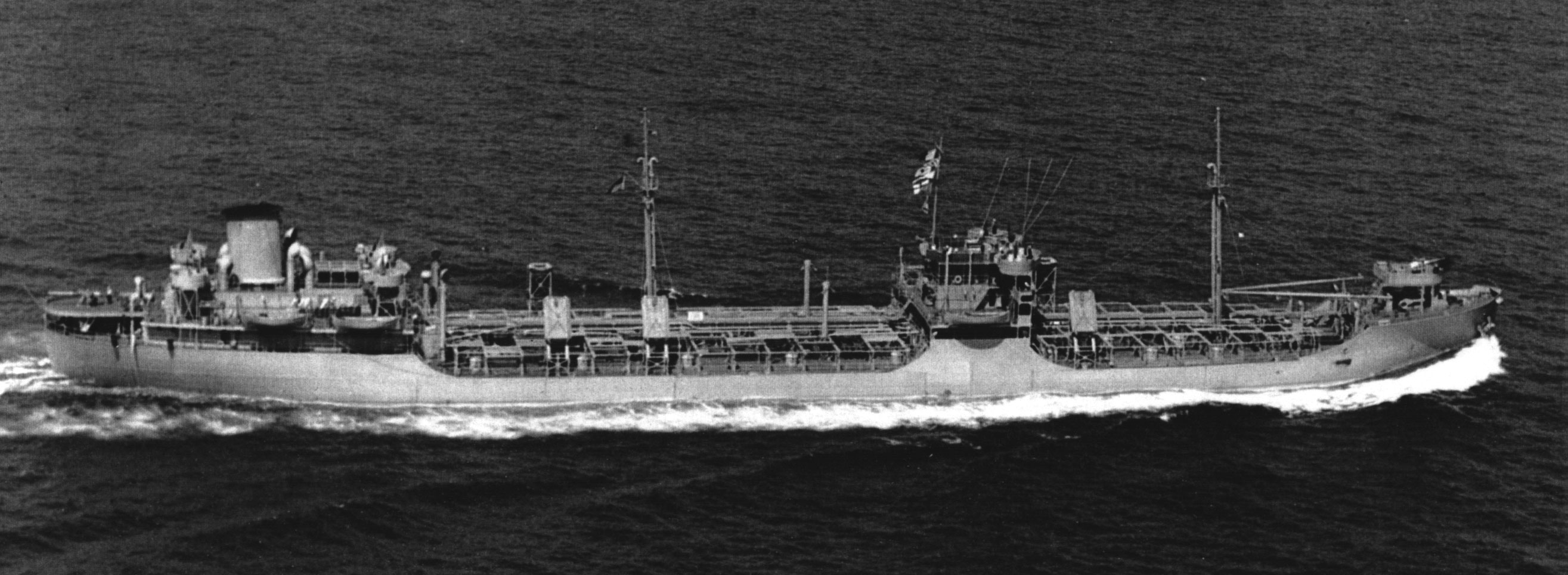
T2級の一隻、ハットクリーク（1943年8月撮影）

T2 タンカー（英語: T2 tanker）、あるいはT2とは、第二次世界大戦中にアメリカ合衆国において大量建造された戦時標準船型石油タンカーである。

## 概要
当時世界最大のアメリカ海軍給油艦であり、1940年から1945年にかけておよそ500隻が建造された。
平均建造期間は、竜骨の据え付けから竣工まで、70日間だった。最短建造期間の記録としては、マリンシップ造船所がT2-SE-A1型の1隻であるハンチントン・ヒルズを建造した際の、起工から海上公試まで33日というものがある。

## 各型

### T2型（基本型）
基本型のT2タンカーの全長は152.9メートル、全幅21メートル。総トン数は9900トン、載貨重量トンは1万5850トン、基準排水量は2万1000トンだった。蒸気タービンによる1軸推進で、最高速度は15ノット。
メリーランド州のベスレヘム造船所スパローズ・ポイント工場にて、商用に6隻が建造されたが、アメリカの第二次世界大戦参戦に伴い、そのすべてがアメリカ海軍に買収された。

### T2-A型
T2-A型は、建造初期の design variation である。全長は160メートル、排水量は2万2445トンで、総トン数は1万600トン、載貨重量トンは1万6300トンと船体が大型化しているが、速度は向上し、最高速力は16.5ノットだった。

### T2-SE-A1型
T2型タンカーの中でもっとも多く建造されたバリエーションがT2-SE-A1型である。これはもうひとつの商用向けバリエーションで、1940年にサン造船船渠がニュージャージー州のスタンダード・オイル向けに建造したものであった。
全長は159メートル、全幅は21メートルで、総トン数は1万448トン、載貨重量トンは1万6,613トンであった。ターボ・エレクトリック機関を搭載し、軸馬力は6,000馬力、最大で7,240馬力を発揮し、最高速力は14.5 kt、航続距離は2万300キロメートル（1万2,600海里）に達した。参戦後、米国海事委員会は既に生産が拡大していた軍艦への補給のため、この型のタンカーを一括大量発注した。
アラバマ州モービルのアラバマ船渠造船、オレゴン州ポートランドのカイザー造船所スワン島工場、カリフォルニア州サウサリートのマリンシップ、そして、ペンシルベニア州チェスターのサン造船船渠の各造船所で、この型の481隻の建造が驚くほど短期間に進められた。
カイザー造船所スワン工場で最初に建造された「スケネクタディー」は、試験航海後の1943年1月16日、船体が突如真っ二つに割れて破断した。リバティ船では同種の事故が重大事故だけで既に10件発生していたが、スケネクタディーの事故は新聞報道によって、広く知られる事となった。調査の結果、原因は恐らく低級鋼で引き起こされる脆性破壊である可能性が示された。低級鋼は極度に低温脆性を示し、欠陥を増幅し脆性破壊を引き起こしやすいことが明らかとなった。

### T2-SE-A2型
T2-SE-A2型はT2-SE-A1型とほとんど同型で、A1型とA2型の違いは機関出力が7,240馬力から1万馬力に向上したことのみである。T2-SE-A2型は、サウサリートのマリンシップ社でのみ建造された。

## 著名なT2タンカー
- マリン・サルファ・クイーン（英語版） – バミューダトライアングルで失われたT2タンカー
- アイデアル・X – T2タンカーを転用したコンテナ船で、コンテナ船の基礎を築いた。
- 第二極洋丸 – T2タンカーを改装した捕鯨船（捕鯨母船）としてパナマと日本で運航された。